# أورس إسلر
أورس إسلر هو لاعب كرة قدم سويسري في مركز الوسط، ولد في 10 يونيو 1965. لعب مع نادي زيورخ ونادي فينترتور.

## وصلات خارجية
- أورس إسلر على موقع عالم كرة القدم.نت (الإنجليزية)